# Краснитский, Алексей Михайлович
Алексе́й Миха́йлович Красни́тский (21 сентября 1923 года, с. Кшень, Курская губерния — 31 января 1985 года, Курская область) — советский учёный, кандидат сельскохозяйственных наук. Директор Центрально-Чернозёмного заповедника, один из авторов концепции абсолютной заповедности — одной из базовых концепций в современном заповедном деле.

## Биография
Отец — Михаил Яковлевич Краснитский, работал ветеринарным врачом, мать — Наталья Михайловна Оболенская была домохозяйкой. Семья проживала в посёлке Щигры, в местной ветлечебнице. Алексей Краснитский окончил 9 классов средней школы. В 1943 году был призван в Красную армию.
На фронте Великой Отечественной войны служил телефонистом во втором стрелковом батальоне 471-го стрелкового полка Новозыбковской 73-й стрелковой дивизии. Отличился во время Курской битвы: с 21 на 25 июля 1943 года, во время боёв за деревни Лукино и Разбегаевка обеспечивал связь с подразделениями, за что был награждён медалью «За боевые заслуги». В 1944 году в боях под Гомелем был тяжело ранен и контужен, но после выздоровления вернулся на фронт. В 1947 году вступил в КПСС. В 1949 году — демобилизовался.
Вернувшись на родину, Краснитский закончил 10-й класс средней школы, поступил на лесохозяйственный факультет Воронежского лесотехнического института, который с отличием окончил в 1955 году. Продолжил учёбу в аспирантуре, вёл научную работу на кафедре общего лесоводства под руководством профессора О. Г. Каппера. Стал кандидатом сельскохозяйственных наук, его диссертация была посвящена строению и свойствам древесины ясеня обыкновенного в разных местообитаниях в бассейне Среднего Дона.
После защиты диссертации Алексей Михайлович работал в Жигулёвском заповеднике заместителем директора по научной части. Заложил пробные площади, проводил наблюдения по экологии липы и клёна. Но в 1961 году Жигулёвский заповедник был упразднён, Краснитскому предложили место директора Центрально-Чернозёмного заповедника, он согласился и с сентября 1961 года приступил к новой работе.
На новом месте работы Краснитский прежде всего столкнулся с необходимостью решения хозяйственных проблем заповедника. Под его руководством к центральной усадьбе заповедника была проведена асфальтовая дорога, подведено постоянное электроснабжение, водопровод, канализация. Газоснабжение в посёлок пришло одним первых в области. К 1967 году были построены новое административное здание, гаражи, баня, почта, строились магазин, двухэтажный жилой дом. В 1971 году в старом здании конторы был открыт музей природы. Таким образом именно при Краснитском была создана почти вся материальная база заповедника.
Выполняя много административной работы Алексей Михайлович находил время и для научных исследований. По его предложению на территории заповедника появился координационный совет по комплексным исследованиям под руководством профессора А. А. Роде. Также на территории заповедника была создана экспериментальная полевая база института географии АН СССР под руководством И. П. Герасимова. Всё это поднимало научный авторитет заповедника и расширяло его научные контакты. Именно Краснитский обеспечивал и проведение комплексных научных исследований, и строгое соблюдение статуса заповедника, и его благоустройство. Он организовал ряд научных совещаний по теоретическим проблемам заповедного дела на территории заповедника, был членом оргкомитетов всесоюзных научных школ по охране растительного мира.
В 1979 году Центрально-Чернозёмный заповедник стал одним из первых в СССР биосферных. Ф. Р. Штильмарк писал в своей книге «Лукоморье — где оно?» о Краснитском:
«Алексей Михайлович, эколог и лесовод, подлинный энтузиаст заповедного дела, сочетавший в себе видного ученого с хорошим администратором. Недаром совсем крохотный, разбросанный по разным участкам области Центрально-Чернозёмный заповедник общей площадью всего 4,8 тысячи гектаров считался лучшим из главных претендентов на роль входящих тогда „в моду“ биосферных заповедников.»
Сам Краснитский писал, что «…заповедное дело заключается не в спасении всякой экзотики или разведении каких-то диковин, заповедники служат не только науке, они соединяют прошлое с будущим, сохраняют надежду в сознании каждого из нас. Надежду на прочность земного бытия! На его незыблемость, пусть даже на заповедных островах земли! …заповедники нужны всем и каждому, а не избранным! Пусть „работяги“ или „клерки“ видят в наших заповедниках хрустальную мечту о сохранности дикой природы, с которой можно соприкоснуться. Наши заповедники — лаборатории природы, святая святых, хранители правды и веры».
За вклад в дело охраны лесов и лесное хозяйство Краснитскому было присвоено звание «Заслуженный лесовод РСФСР», также он награждён несколькими медалями ВДНХ.
До последнего дня жизни продолжал работу, скоропостижно скончался 31 января 1985 года.

## Научные интересы
Область научных интересов Краснитского лежала в сфере экологии и биологии древесных растений, возобновления дубрав, динамики лесной и луговой растительности. За 24 года работы Алексея Михайловича в заповеднике он опубликовал 65 научных работ, подготовил несколько научно-популярных сборников, наладил выпуск Трудов заповедника.
Важным вопросом для Краснитского был собственно предмет заповедного дела. Став директором заповедника, он придерживался мнения, что заповедники должны включать только «саморегулирующиеся сообщества». Однако в своих изысканиях он столкнулся с парадоксом. Если, как тогда считалось в науке, степные участки возникают вследствие хозяйственной деятельности — интенсивного выпаса скота, то стремление сохранить степь в заповеднике означает реконструкцию не природного эталона, а лишь предшествующего антропогенно преобразованного состояния. Размышляя над этим вопросом, он пришёл к выводу о том, что нет необходимости охранять только первобытную, нетронутую человеком природу, признавая за антропогенно преобразованными сообществами те же ценные качества и даже признаки эталонности. По мнению Краснитского, заповедные биоценозы должны были отвечать минимум двум требованиям: являться саморегулирующимися сообществами и быть максимально отделёнными от влияния человека. Соблюдение этих условий обеспечит спонтанное развитие естественной биоты и сохранение её информационной ценности. Благодаря такому подходу было возможно распространить охранный режим на целый ряд вторичных сообществ. Подобное видение А. М. Краснитского на теорию заповедного дела американский исследователь истории российской природоохраны Д. Уинер назвал «поступком смелого ума»
Признавая факт, что «антропогенная трансформация среды всей нашей планеты достигла таких размеров, что на земном шаре практически не осталось биогеоценозов, в той или иной мере не затронутых деятельностью человека», Краснитский считал, что «единственно реальными критериями природности вторичных степей и лугов» могут служить «косвенные теоретические признаки „хороших“ биогеоценозов», предложенные С. С. Шварцем:
1. продукция всех основных звеньев трофических цепей высокая, а превышение фитомассы над зоомассой выражено не резко;
2. высокие продукция и продуктивность, а произведение продуктивности на биомассу стремится к максимуму;
3. высокая стабильность биогеоценоза в широком диапазоне внешних условий, характерная и для популяций доминирующих видов, и для экосистем в целом;
4. динамическое равновесие биоценоза обеспечивает состояние гомеостаза неживых составляющих биогеоценоза — гидрологического режима территории и газового состава атмосферы;
5. большая скорость обмена вещества и энергии;
6. способность экосистемы к быстрой перестройке структуры сообщества и быстрым эволюционным преобразованиям популяций доминантных видов.

Впрочем, подобная точка зрения оставляла открытым вопрос, как установить наличие подобных факторов.
Также Алексей Михайлович Краснитский является одним из разработчиков концепции абсолютной заповедности, в настоящее время являющейся основой всего российского заповедного дела, и, в первую очередь природных заповедников. Концепция была выдвинута ещё в 1908 году профессором Московского университета Г. А. Кожевниковым, на её основе в 1920-х годах в СССР были созданы первые государственные природные заповедники. Однако с началом 1930-х годов идея абсолютной заповедности была раскритикована, названа «буржуазной», возобладала идея управления человеком процессами дикой природы.
В 1974 году в журнале «Охота и охотничье хозяйство» была опубликована революционная статья Краснитского «Лесохозяйственные тенденции в заповедниках», в которой впервые за многие десятилетия вновь провозглашался принцип абсолютной заповедности. В статье жёстко и научно аргументированно критиковалась одна из самых распространённых в заповедниках СССР регуляционных мер — рубка леса. По мнению А. М. Краснитского санитарные и другие виды рубки в заповедниках нарушают закономерность естественного отбора, ведут к негативной селекции, борьбе с законами природы, отрицательно воздействуют на водный режим почв, накопление гумуса, уничтожают места обитания лесной фауны и флоры. Экологически не обоснована в заповедниках и лесокультурная деятельность: «…лесокультурной деятельностью в заповедниках грубо нарушается ритм природных процессов и обесценивается научно-информационный ресурс их природы».
В дальнейшем идее абсолютной заповедности Краснитский посвятил ещё несколько статей, постепенно приходя к критике и иных регуляционных мероприятий в заповедниках — «оптимизации» гидрологического режима, регулирования численности животных и даже покосов в степных заповедниках — одному из важнейших аргументов критики абсолютной заповедности. Он подверг сомнению саму идею о том, что, якобы, раньше степи формировались под воздействием диких копытных, так и не доказанную научно. Его же наблюдения за выкашиваемыми и некосимыми участками степи в Центрально-Чернозёмном заповеднике дали ему основания заявить, что косьба экологически не оправдана, так как вносит негативные изменения в динамику растительных сообществ, формирование гумуса и гидрологического режима почвы, а также фауну степи. Вместе с ещё одним классиком концепции абсолютной заповедности С. А. Дыренковым Краснитский указывал, что покосы лишают заповедники информационной ценности и лишают смысла мониторинговые исследования.
«В результате скашивания резко нарушается сезонная ритмика вегетации и физиологических процессов; отчуждается органическая масса вместе с заключенной в ней энергией и веществами; наблюдается ограничение и прекращение формирования семенной продукции тех или иных растений. Сенокошение вызывает количественные и качественные нарушения процессов естественного распределения семян, отбора форм и видов растений, способных существовать при их скашивании в определенные сроки (…). Небезынтересно отметить, что в 1959 г. режим постоянного (ежегодного) кошения … обнаружил свою несостоятельность: резко снизилась продуктивность фитомассы, снизилась красочность степи, неудовлетворительно шли процессы естественного возобновления…».
Однако не только в критике оппонентов заключается вклад Краснитского в теорию заповедного дела. Вместе с Дыренковым им была разработана нормативная система концепции абсолютной заповедности, впервые создан механизм её реализации на практике. Чтобы решить важнейший теоретический вопрос: что важнее — охрана саморазвивающихся спонтанных процессов в эволюционирующих экологических системах или защита биоразнообразия, А. М. Краснитский и С. А. Дыренков в 1978 году сформулировали основной принцип концепции абсолютной заповедности — принцип разделения двух функций заповедных территорий. Принцип Краснитского—Дыренкова заключается в том, что охрана спонтанно развивающихся экосистем должна стать целью природных заповедников, а консервация уже известного состояния экосистем путём имитации или полного сохранения того режима, который явился условием их возникновения, — целью заказников, национальных парков и прочих охраняемых природных территорий.
Итогом научной деятельности А. М. Краснитского является опубликованная им в 1983 году монография «Проблемы заповедного дела». В этой работе впервые в стране рассматривалась история, текущее состояние и перспективы заповедного дела в стране, проведено обобщение теоретических и практических достижений, изложен многолетний опыт автора. До настоящего времени эта книга представляет собой один из лучших анализов регуляционных мероприятий в заповедниках и их научной критики. В этой работе также одним из первых в СССР Краснитский подвергнул критике туризм и студенческие практики в заповедниках.

## Награды и почётные звания
- Орден Отечественной войны II степени (1985)[16];
- Медаль «За боевые заслуги» (1943)[3];
- Заслуженный лесовод РСФСР.